# Không gian không chiều
Trong toán học, một không gian tô pô không chiều (hay còn gọi là nildimensional) là một không gian tôpô không chứa chiều nào đối với một trong số vài khái niệm không tương đương của việc gán chiều vào một không gian tô pô cho trước. Trong hình học Euclid, không gian không chiều là không có chiều nào được xác định trên mặt phẳng hay hệ tọa độ Descartes. Hình ảnh minh họa của không gian không chiều là một điểm.